# Walther Beyermann
Walt(h)er Beyermann (* 29. April 1886 in Haida, heute Nový Bor; † 16. Mai 1961 in Dresden-Kleinzschachwitz) war ein deutscher Maler.

## Leben
Seine Vorfahren stammen aus Großbreitenbach in Thüringen, wo sein Urgroßvater Johann Nicol Beyermann 1828 die erste Porzellanmalerei eröffnete.
Er kam als Sohn des Glasfabrikanten Gustav Beyermann in der nordböhmischen Kleinstadt Haida zur Welt und besuchte in Tetschen das städtische Oberrealgymnasium.
Ab 1909 studierte er an der Königlichen Kunstakademie in Dresden und war Schüler von Osmar Schindler, Robert Sterl, Richard Müller und Carl Bantzer. 1908 hielt er sich in der Willingshäuser Malerkolonie auf.
Als Landschafts- un Porträtmaler war er ein Vertreter des Dresdner Kolorismus. Von ihm stammen zahlreiche Porträts, z. B. der Senatspräsident Hugo Seyfert, der Justizrat Bernhard Eibes, Angehörige der Familie von Mayenburg und der Gärtnerfamilie Seidel, Prinzen und Prinzessinnen des Sächsischen Königshauses sowie Mitglieder der Familien von Schönberg, von Könneritz und von Boch.
Seine Atelier und Wohnsitz war von 1916 bis 1920 in Pillnitz auf der Dresdner Straße 78 und von 1920 bis 1957 in Hosterwitz in der Villa Maillebahn 2.

## Ausstellung
2008 wurde erstmals eine Personalausstellung mit Werken von Beyermann im Lingnerschloss in Dresden gezeigt.